# Fabio Massimo Iaquone
Fabio Massimo Iaquone (Atina, 9 gennaio 1962) è un artista italiano, attivo dagli anni 80 nella scena artistica internazionale ed in modo particolare nell'ambito del videoteatro.

## Biografia
Dopo un breve periodo in cui frequenta lingue e letterature straniere contemporanee all'Università degli Studi di Roma "La Sapienza", nel 1985 si diploma come Direttore della Fotografia presso il Centro sperimentale di cinematografia. In quel periodo si interessa alla videoarte, applicata all’ambito del linguaggio teatrale; sperimentando l'uso di nuove tecnologie inizia a sviluppare un nuovo concetto di teatro virtuale digitale (digital visual theatre); è nel videoteatro che Iaquone elabora la relazione tra l'opera ed il pubblico spostando la videoarte dai suoi luoghi consueti e contaminandola con altri linguaggi e spazi. Le sue opere sono multiformi e variano dalle performance dal vivo alle video installazioni al video mapping. Nel 1992 avviene il suo esordio esordio nella scena video teatrale con Macbeth (Teatro Agorà, Roma) che costituisce uno dei primi esperimenti di video mapping e che lo porterà nello stesso anno ad iniziare una proficua collaborazione ventennale con il regista Giorgio Barberio Corsetti realizzando i video per America, Doctor Faustus, L'Histoire du soldat, I giganti della montagna, Il processo, La tempesta. Nel corso degli anni realizza video scenografie e videoclip in collaborazione con artisti quali Robert Wilson, Mario Martone, Stephane Braunschweig, Ricardo Pais (direttore del Teatro Nacional São João), Lucio Dalla, Antonella Ruggiero, Bungaro, Alfredo Arias, Katia e Marielle Labèque, Viktorija Mullova, Luis Bacalov, Leo Muscato.
Tra il 1999 ed il 2002 realizza la video performance/immersiva ZOO concerto per peli e respiro, con le musiche di Pasquale Catalano, che debutta al Festival di Volterra e viene riproposto adattandolo ai diversi spazi in modalità site-specific al Palazzo delle Esposizioni di Roma, la Biennale di Venezia e per invito di Ricardo Pais presso gli spazi della Alfandega di Porto per il Festival di Teatro Ponti. Nel 2000- 2001 realizza le video scenografie degli spettacoli Relative light e Prometeo di Robert Wilson in scena a Maubeuge, Valencia, Roma e Atene.

## Opere
Direzione e creazione delle immagini video di: 
- Macbeth, regia Fabio Massimo Iaquone, Cesare Apolito, Teatro Agorà, Roma, 1992.
- America, regia Giorgio Barberio Corsetti, Bovisa Milano, 1992.
- Doctor Faustus o il mantello del diavolo, regia Giorgio Barberio Corsetti,  Stéphane Braunschweig, Teatro Dijon Bourgogne - Parvis Saint-Jean, Teatro Vascello Roma, 1993.
- La nascita della tragedia - Un notturno con Franco Citti, regia Giorgio Barberio Corsetti, Progetto acquario teatro laboratorio,1996.
- I giganti della montagna, regia Giorgio Barberio Corsetti, TNSJ Teatro Nacional São João, Porto, 1997.
- Il processo[7], regia Giorgio Barberio Corsetti, Palermo, 1998.
- CYP 17 ReCombining, coreografia Andrè Gingras, Encouragement Prize 2001 by the Amsterdam Art Fund, 2000.
- La voix humaine di Poulenc/Cocteau e Erwartung di Schönberg, regia Giorgio Barberio Corsetti, Teatro Massimo di Palermo, 2000.
- La Bohème, regia Giorgio Barberio Corsetti, Teatro Vittorio Emanuele di Messina, 2001.
- Relative light, Robert Wilson, 2001.
- Julie e Milton di Gaspare Spontini, regia Giorgio Barberio Corsetti,  Opere in videomapping per il Festival Pergolesi-Spontini di Jesi, 2001.
- Le Metamorfosi, Giorgio Barberio Corsetti, Biennale di Venezia, 2002.
- Don Giovanni di Molière  regia Giorgio Barberio Corsetti,  Theatre National di Strasburgo 2002.
- Medea di Adriano Guarnieri, regia Giorgio Barberio Corsetti, Gran Teatro La Fenice, Venezia, 2002.
- Il letto della storia di Fabio Vacchi, regia Giorgio Barberio Corsetti, Maggio Musicale Fiorentino 2003.
- Tosca amore disperato di Lucio Dalla, produzione David Zard, Gran Teatro Roma, 2003
- Iniziali BCGLF, regiaGiorgio Barberio Corsetti, Giovanni Lindo Ferretti, Romaeuropa Festival, 2003.
- um Hamlet a mais, regia Ricardo Pais, Rivoli Teatro Municipal, Porto, 2004.
- Metafisico Cabaret, regia Giorgio Barberio Corsetti, teatro Palladium di Roma, 2004.
- Gesualdo considered as a murdered di Luca Francesconi, regia Giorgio Barberio Corsetti, Holland Festival di Amsterdam, 2004.
- Variazioni sul cielo[8] con Margherita Hack, Regia Fabio Massimo Iaquone, 2004.
- Falstaff all'Opéra du Rhin di Strasburgo, regia Giorgio Barberio Corsetti, 2004.
- Estaba la madre, Luis Enrique Bacalov, regia Giorgio Barberio Corsetti, Teatro dell'Opera di Roma, 2004.
- Tosca, regia Giorgio Barberio Corsetti, Maggio Musicale Fiorentino, 2005.
- Orfeo di Monteverdi, Giorgio Barberio Corsetti,  Opéra de Lille, 2005.
- The sweet flesh room, coreografia Andrè Gingras, Cadance Festival all'Aja, 2005.
- Dracula Opera Rock - Musical opera rock scritta dalla Premiata Forneria Marconi, Gran Teatro Roma, Arena di Verona, 2006
- Hypertopia, coreografia Andrè Gingras, Korzo Productions Amsterdam, 2006.
- Candide (Bernstein) regia Fabio Massimo Iaquone, Opéra de Rennes, 2004 e Opéra de Rouen, 2006.
- Candide, regia Lorenzo Mariani, Teatro S. Carlo, Opera di Roma, 2006-2007.
- Il matematico impertinente[9] con Piergiorgio Odifreddi, Regia Fabio Massimo Iaquone, musiche di Valentino Corvino, Mittelfest, 2006.
- IG concerto (Gianni Maroccolo e Ivana Gatti) - Teatro Palladium - Roma, 2007.
- Across the Universe of Languages, regia Fabio Massimo Iaquone, Teatro Massimo Vittorio Emanuele, Palermo, 2008.[10]
- Pomodoro genetico con Antonella Ruggiero,  MaxLive, Veneto Jazz, 2008.
- Don Carlo, Teatro Mariinskij di S. Pietroburgo, regia Giorgio Barberio Corsetti, 2013.[11]
- Macbeth (opera), regia Giorgio Barberio Corsetti, Teatro alla Scala di Milano, 2013.
- Lucia di Lammermoor, regia Lorenzo Mariani, Teatro Comunale Bologna, Carlo Felice di Genova, ABAO di Bilbao, 2017.
- La traviata, regia Lorenzo Mariani, Terme di Caracalla, 2018.
- Tristano e Isotta, regia Cesare Lievi, Müpa Budapest| 2018.
- Infinito Hack, docufilm su Margherita Hack, regia Fabio Massimo Iaquone, Festival di Bellaria, Festival delle idee di Mestre, RaiPlay), 2019.
- La sonnambula regia Cristian Taraborrelli, Teatro delle Muse di Ancona, 2020.
- Nello Spazio, Video installazione immersiva (Museo M9 di Venezia Mestre), 2020.
- GENEA | LOGIA, regia Fabio Massimo Iaquone, Video installazione immersiva (Teatro Due di Parma)[12], 2021.
- Il trovatore, regia Lorenzo Mariani, Opera di Roma - Circo Massimo, 2021.
- Pagliacci (opera) in Realtà aumentata (Teatro Carlo Felice di Genova, in collaborazione con Cristian Taraborrelli) 2021.[13]
- ONDE-REV.04, 1991-2021, Video installazione,  Il video rende Felici: Videoarte in Italia, Galleria d’Arte Moderna / Palazzo delle Esposizioni di Roma, 2022.
- MATASSINE regia di Anna Romano con Veronica Mazza, Anna Romano e Simona Bisconti, Teder di Napoli 2023
- KIM O AMOR É A CURA, regia Fabio Massimo Iaquone e Erminia Palmieri. Off/Off Theatre. Roma 2023

## Videoclip musicali
- Guardastelle (2004), di Bungaro
- Attesa (2008), di Antonella Ruggiero
- Insolito (2019), di Francesco Di Giacomo
- La parte mancante (2020), di Francesco Di Giacomo
- Mamma Roma (2020), di Emiliano Raya